# تاريخ يميني
تاريخ يميني هو كتاب مكتوبٌ باللّغة بالعربية، فيما يُشبه النثر البلاغي المزخرف والمنمق، يتحدثُ الكتاب عن تاريخ عهد السبكتكين. الكتاب بقلم المؤرخ أبو نصر محمد بن محمد الجبار العتبي. يشمل عمله خلال فترة حكم السبكتكين وجزءًا من عهد محمود وصولًا إلى عام 410 هـ (1020 م). يحتوي تاريخ يميني أيضًا (ويُكتب في مصادر أخرى: تاريخ اليميني أو التاريخ اليميني) على معلومات تؤرّخ لحملات السلطان محمود بالإضافة إلى نهاية الإمبراطورية السامانية. لم يرافق العتبي، كونه سكرتير محمود، السلطان، وبالتالي فإن طبوغرافياه ناقصة وأسلوب كتابته يتكون من طبيعة أرثوذكسية صريحة. كما ذكر أنه قام عن قصد بتفادي ذكر العديد من الأحداث، غير الطبيعية أو الغريبة التي وجدها متشككة لا تتناسب مع الأهداف التي حددها في المقدمة.

## المحتوى
بدأ التاريخ اليميني في عام 965 م، ولكن لم يُذكر السامانيون حتى عهد نوح بن منصور عام 976، بينما يتناول بالتفصيل البويهيين قبل 983. أثناء الغزو القراخاني للمملكة السامانية عام 991، يذكر التاريخ اليميني أن الوالي الساماني فائق بن سيمجريد أبو الحسن سيمجوري، دعا حسن بن سليمان (بوغرا خان) لغزو بخارى. يُعطي العتبي معلومات متناقضة بسبب أسماء الحكام الفريديين وعددهم، وعلى وجه التحديد لم يذكر بعض الأسماء مطلقًا على غرار أبو الحارة محمد، الحاكم الثاني للفارغون.
ذكر العتبي في كتابه عندما هزم سبكتكين يايابالا في 988، والأفغان حينما غزا بين لامغان وبيشاور فاستسلم حينما وافقَ على خدمته. يزعم إقتدار حسين صديقي، نقلاً عن الترجمة الفارسية للقرن الثالث عشر، أن العتبي ذكر أن «الأفغان» كانوا وثنيين عُرفوا بالنصب والجشع، وقد هُزِموا واعتنقوا الإسلام في وقتٍ ما.
على الرغم من أنّ الكتاب – بحسب النقاد – ضمَّ تواريخ غير صحيحة وتضاريس غير صحيحة أيضًا، فإن كتاب تاريخ يميني يحتوي على معلومات قيّمة بشأن غزوات السلطان محمود للهند. في رحلة محمود الثانية عشرة إلى الهند في 1018-1019، ذكر تاريخ يميني، أنه أعاد العديد من العبيد إلى أنّ التجار جاءوا من مدن بعيدة لشرائهم، حتى أن بلاد ما وَرَاعنهر (آسيا الوسطى)، العراق وامتلأت بهم خراسان، واختلط العادل والظلام والغني والفقير في عبودية واحدة مشتركة.

## الترجمات المبكرة
تُرجم الكتاب إلى اللّغى الفارسية في القرن الثالث لتكوت بذلك هذه الترجمة هي أول ترجمة للكتاب بقلم جربادقاني الذي قدَّم تصورًا غير موجودًا في الأصل باعتباره عملاً فنياً مستقلاً، ولكن هذه النسخة من الترجمة تُعدُّ موثوقة من ناحيّة السرد.

## العصر الحديث
تمت ترجمة تاريخ اليميني من الفارسية إلى الإنجليزية عام 1858 بواسطة جيمس رينولدز تحت عنوان كتاب يميني.